# Erik Sonesson
Erik Folke Sonesson, född 14 november 1911 i Järnavik, Bräkne-Hoby församling, Blekinge län, död 31 januari 2004 i Karlshamns församling, Blekinge län, var en svensk evangelist och författare som var verksam i Svenska Alliansmissionen.

## Biografi
Erik Sonesson växte upp i en arbetarfamilj i kustsamhället Järnavik nära Ronneby i Blekinge. I den yngre tonåren gick han till sjöss och arbetade som sjöman, men efter en religiös omvändelseupplevelse i sin fartygshytt bestämde han sig för att bli en kristen och efter hand mognade det fram en kallelse till att bli förkunnare. I början av 1940-talet läste han en pastorsutbildning vid Korteboskolan, Jönköping, när David Hedegård var rektor där. Efter utbildningen inledde han en omfattande och mångårig kampanjverksamhet som förkunnare främst inom trossamfundet Svenska Alliansmissionen, med kristna mötesserier främst i Småland och i södra Sverige. Ibland pågick väckelsekampanjer under flera veckors tid och var ekumeniska arrangemang. Han hade även samarbeten med frikyrkor utanför Alliansmissionen och i vissa perioder reste han på fria kallelser och gjorde utåtriktade satsningar med ett mobilt mötestält. Han var verksam inom Svenska Alliansmissionen från 1943 fram till pensionen, i sin förkunnelse använde han ofta skildringar från sjömanstidens upplevelser som blandades med bibelberättelser och naturnära bilder från fiske och kustliv. Sonesson har skrivit ett flertal böcker varav några i romanform med självbiografiska inslag, bland andra En kamp för livet som tycktes i flera upplagor. En viktig inriktning i böckerna är att individen har ett behov att omvända sig till Gud. 
Erik Sonesson var från 1945 gift med Astrid Sonesson (ogift Lindgren), född 1914, död 1999, och de fick fyra barn. En dotter Christina Imsen (född 1951) är en sångerska verksam inom kristen musik.